# گلستانک (کرج)
گلستانک، روستایی از توابع بخش مرکزی شهرستان کرج در استان البرز ایران است.

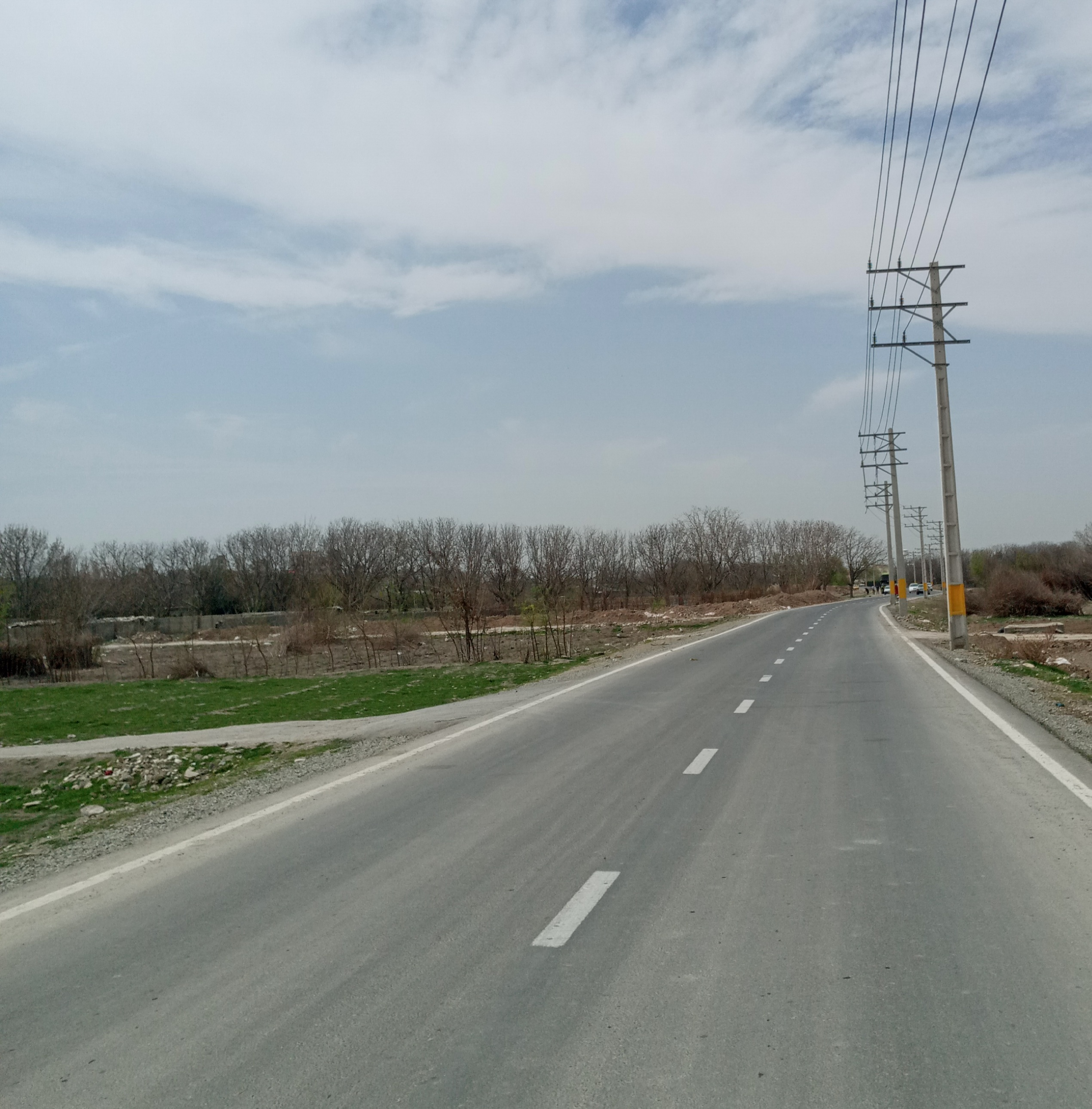

## جمعیت
این روستا در دهستان محمدآباد قرار دارد و براساس سرشماری مرکز آمار ایران در سال ۱۳۸۵، جمعیت آن ۱٬۴۶۸ نفر (۳۷۱خانوار) بوده است.